# Равна (Софийска област)
Вижте пояснителната страница за други значения на Равна.
 За другите български села с това име вижте Равна.
Равна е село в Западна България. То се намира в община Годеч, Софийска област.

## География
Село Равна се намира в планински район, на 7 km север-северозападно от общинския център Годеч и на 57 km от столицата София. До него се стига по асфалтов път като се тръгва в посока на махалата Молак, а след нея следват няколко стръмни завоя.

## История
Селото съществува още от римско време, но не е било на това място където е. На 2 км източно от селото се намира манастирът „Св. Георги Победоносец“, параклис „Св. Петка Самарджийска“ и магерница. В близост до манастира от скала извира вода, за която хората казват, че има лечебни свойства. Там са и гробищата на селото, които датират още преди падането на България под османско владичество. Първоначално именно там се е намирало селото, което се казвало Стръмна. Към края на ХIVв., след унищожаването на съседното село Клокотиш, жителите му се местят на 2 км на запад в дъбовата гора, за да се скрият от турците, тъй като били заплашени, че следващия път и тяхното село ще бъде опожарено. По-късно са били открити, но една мома ги е посрещнала с равна погача и ги е умилостивила, откъдето идва и името на селото – Равна. Там за първи път е заквасено киселото мляко в България.
На 3 км източно от манастира, в местността „Селище-Клокотиш“, е имало село – Клокотиш, което е било опожарено и унищожено по време на османската власт, при султан Баязид I Светкавицата, а жителите му избити. По-младите мъже и жени били откарани в Одрин и били принудени да приемат турската вяра.
Преди 9 септември 1944 година, хората са се занимавали с овцевъдство. имало е около 14 хиляди овце. Имало е училище до 4-то отделение. Селото е наброявало около 220 души. Живеят около 20.

## Религии
- Източноправославни християни.

## Редовни събития
- Селото празнува своя празник на 1 май – Свети Пророк Еремия.
- На 6 май селото празнува празника на манастира „Св. Георги Победоносец“.